# Bacchisa puncticollis
Bacchisa puncticollis es una especie de escarabajo longicornio del género Bacchisa, tribu Astathini, subfamilia Lamiinae. Fue descrita científicamente por Thomson en 1865.

## Descripción
Mide 16,5 milímetros de longitud.

## Distribución
Se distribuye por Filipinas.